# Oudezeele
Oudezeele [udəzɛl] est une commune française, située dans le département Nord en région Hauts-de-France.

## Géographie

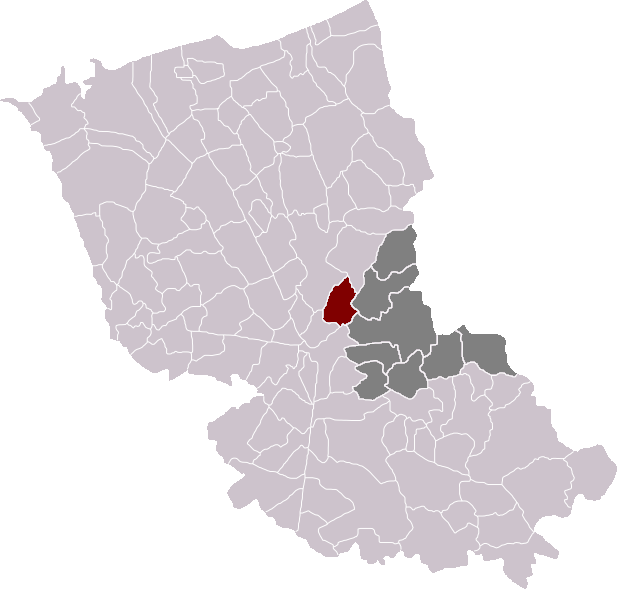
Oudezeele dans son canton et son arrondissement.

### Situation
Située en Flandre française dans l'Houtland, à 13 km d'Hazebrouck, 21 km de Saint-Omer, 25 km de Dunkerque et 45 km de Lille.

### Communes limitrophes
| Wormhout  | Herzeele  | Houtkerque  |
|           | Oudezeele | Winnezeele  |
| Hardifort | Cassel    | Steenvoorde |

### Hydrographie

#### Réseau hydrographique
La commune est située dans le bassin Artois-Picardie. Elle est drainée par la Sale Becque, la Becque d'Oudezeele Land Becque, le Tilleul, l'Holle Becque, l'Oudezeele et un autre petit cours d'eau,.
La Sale Becque, d'une longueur de 14 km, prend sa source dans la commune de Hardifort et se jette  dans l'Yser à Herzeele, après avoir traversé quatre communes. 

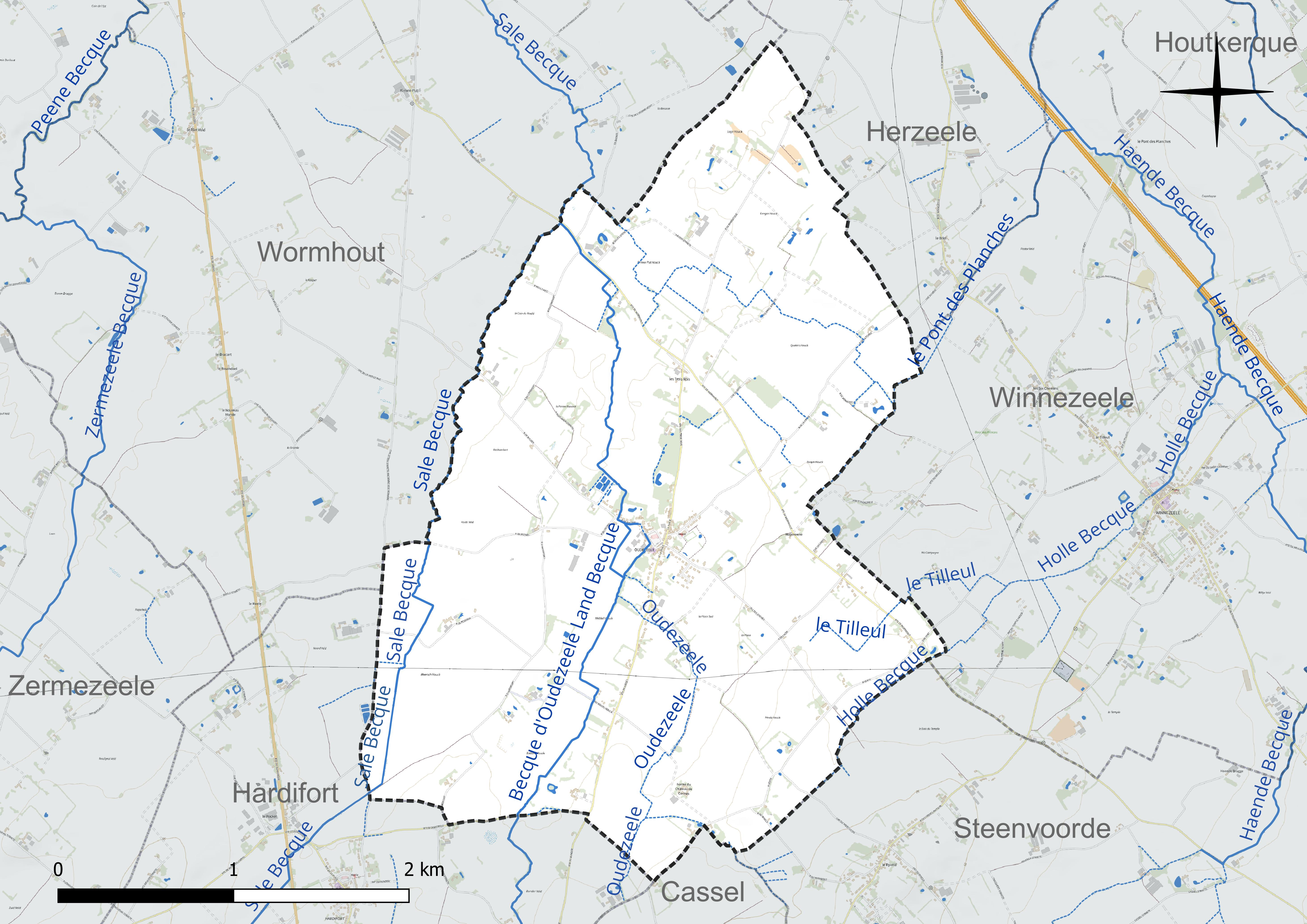
Réseau hydrographique d'Oudezeele.

#### Gestion et qualité des eaux
Le territoire communal est couvert par le schéma d'aménagement et de gestion des eaux (SAGE) « Yser ». Ce document de planification concerne un territoire de 381 km2 de superficie, délimité par le bassin versant de l'Yser en France. Le périmètre a été arrêté le 8 novembre 2005 et le SAGE proprement dit a été approuvé le 30 novembre 2016. La structure porteuse de l'élaboration et de la mise en œuvre est l'Union syndicale d'aménagement hydraulique du Nord (USAN). 
La qualité des cours d'eau peut être consultée sur un site dédié géré par les agences de l'eau et l'Agence française pour la biodiversité. 

### Climat
Pour des articles plus généraux, voir Climat des Hauts-de-France et Climat du Nord.
En 2010, le climat de la commune est de type climat océanique altéré, selon une étude du CNRS s'appuyant sur une série de données couvrant la période 1971-2000. En 2020, Météo-France publie une typologie des climats de la France métropolitaine dans laquelle la commune est exposée à un climat océanique et est dans la région climatique  Côtes de la Manche orientale, caractérisée par un faible ensoleillement (1 550 h/an) ; forte humidité de l'air (plus de 20 h/jour avec humidité relative > 80 % en hiver), vents forts fréquents. 
Pour la période 1971-2000, la température annuelle moyenne est de 10,5 °C, avec une amplitude thermique annuelle de 13,9 °C. Le cumul annuel moyen de précipitations est de 752 mm, avec 12,8 jours de précipitations en janvier et 8,3 jours en juillet. Pour la période 1991-2020, la température moyenne annuelle observée sur la station météorologique la plus proche, située sur la commune de Steenvoorde à 6 km à vol d'oiseau, est de 11,2 °C et le cumul annuel moyen de précipitations est de 727,8 mm,. Pour l'avenir, les paramètres climatiques de la commune estimés pour 2050 selon différents scénarios d'émission de gaz à effet de serre sont consultables sur un site dédié publié par Météo-France en novembre 2022.

## Urbanisme

### Typologie
Au 1er janvier 2024, Oudezeele est catégorisée commune rurale à habitat dispersé, selon la nouvelle grille communale de densité à sept niveaux définie par l'Insee en 2022.
Elle est située hors unité urbaine. Par ailleurs la commune fait partie de l'aire d'attraction de Dunkerque, dont elle est une commune de la couronne,. Cette aire, qui regroupe 66 communes, est catégorisée dans les aires de 200 000 à moins de 700 000 habitants,.

### Occupation des sols
L'occupation des sols de la commune, telle qu'elle ressort de la base de données européenne d'occupation biophysique des sols Corine Land Cover (CLC), est marquée par l'importance des territoires agricoles (100 % en 2018), une proportion identique à celle de 1990 (100 %). La répartition détaillée en 2018 est la suivante : 
terres arables (100 %). L'évolution de l'occupation des sols de la commune et de ses infrastructures peut être observée sur les différentes représentations cartographiques du territoire : la carte de Cassini (XVIIIe siècle), la carte d'état-major (1820-1866) et les cartes ou photos aériennes de l'IGN pour la période actuelle (1950 à aujourd'hui).

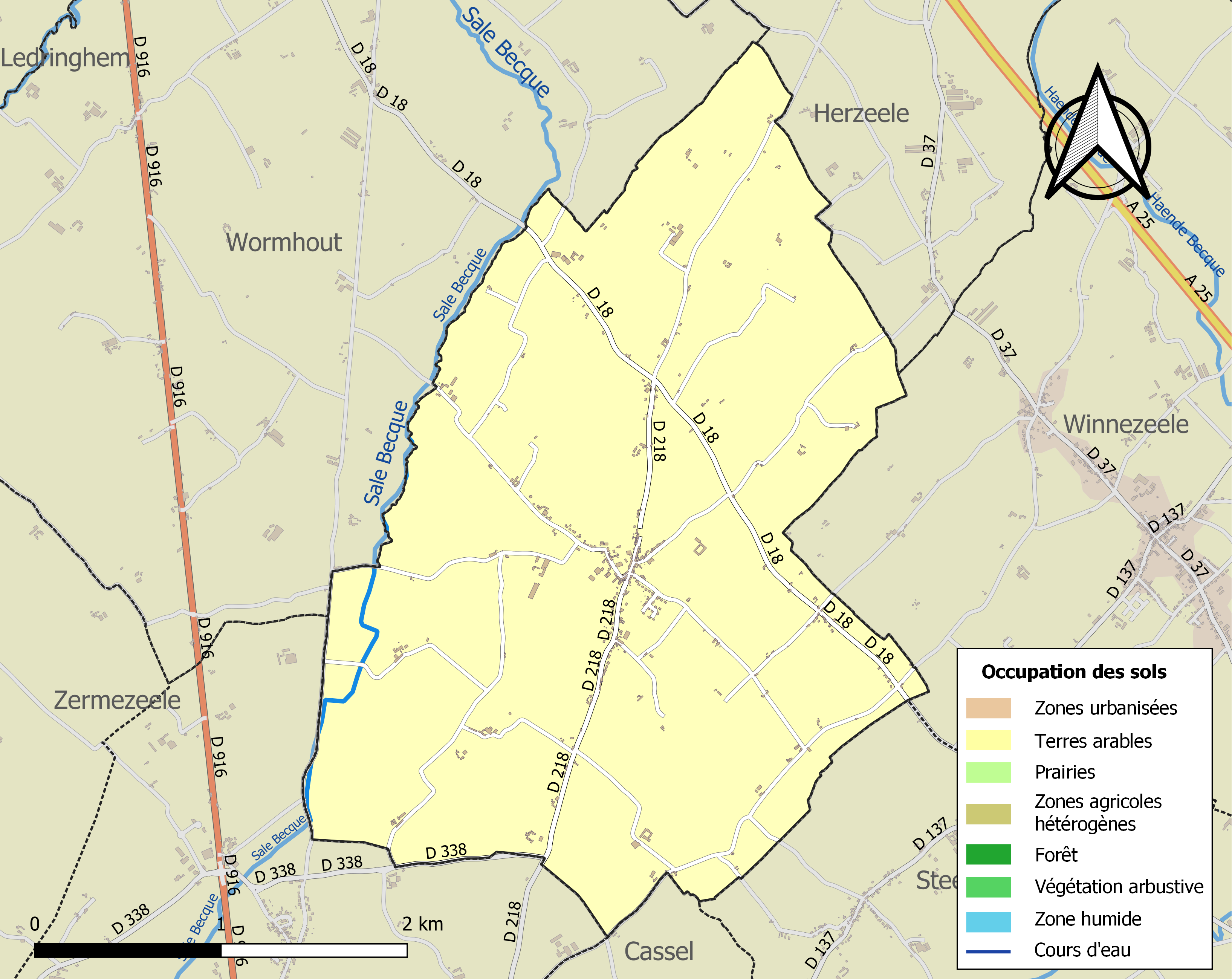
Carte des infrastructures et de l'occupation des sols de la commune en 2018 (CLC).

## Toponymie
Oudinghesela (1067), Oudingesele (1121), Odersele (1150), Houdinghezele (1174), Oudinghesela (1207), Audingesele (1218).
Pour Maurits Gysseling, Oudezeele vient d'Aldinga sali, la « maison des gens d'Aldo », anthroponyme germanique. E. Mannier y voit, lui, soit la vieille maison, un toponyme formé avec ald-, « vieux  » (qui a donné oud en néerlandais) ou encore la maison d'Odon. 

## Environnement
La commune est traversée par la Becque d'Oudezeele qui en raison de son origine sur les pentes du Mont Cassel a un débit de type torrentiel. Par ailleurs l'intensification de l'agriculture a accéléré les flux d'eau. Ceci a conduit la commune à construire deux bassins de rétention des eaux (zones d'expansion de crue) et d'un bief de contournement pour limiter le risque d'inondation des zones habitées de la commune. 17 000 m3 d'eau sont ainsi stockés puis lentement rendus au milieu naturel après les fortes pluies.
Ces travaux se sont faits dans le cadre du contrat de rivière de l'Yser et du remembrement de 1998. La gestion des bassins est assurée par l'USAN via le SIABY (Syndicat de l'Yser auquel la commune a délégué sa compétence en matière de gestion de l'eau).

Il ne s'agit pas de bassins artificiels, mais de dépressions végétalisées, ceinturées de plus de 600 m de haies bocagères qui confèrent au lieu une certaine naturalité. Les herbacées étaient fauchées jusqu'en 2006 avant que des vaches (highland cattle) soient amenées par un éleveur producteur de viande bio [information qui semble erronée ou non mise à jour après vérification ce dimanche 7/1/18 auprès d'un habitant restaurateur]. L'un des bassins comporte une mare qui doit rester en eau pour abriter les espèces de zones humides nécessitant la présence permanente d'eau. Ce nouvel élément du paysage contribue à la trame verte régionale promue en 2007 par le Grenelle de l'environnement et à l'application de la directive cadre sur l'eau (DCE).

## Héraldique
|  | Les armes de Oudezeele se blasonnent ainsi : "D'argent à trois cors de sable, liés de gueules, virolés d'or, les embouchures à senestre". Il s'agit des armes de la famille de Briaerde. |

## Histoire
Au XIIe siècle le comte de Flandre offrit les deux tiers du village à l'abbaye de Saint-Winoc de Bergues.
Du point de vue religieux, la commune était située dans le diocèse de Thérouanne puis dans le diocèse d'Ypres, doyenné de Cassel.
Au XIIIe siècle, la famille de Briaerde possède la seigneurie d'Oudezeele. Les armes de la commune d'aujourd'hui sont celles de cette famille.
En 1458, pour une courte période de quatre ans, les moines guillelmites de l'ordre de Saint-Guillaume, jusque là établis à Eringhem, résident sur la paroisse, avant d'aller quatre ans plus tard s'installer à Noordpeene (Couvent des Guillemites de Noordpeene).
Au début du XVIIe siècle, en 1628, la seigneurie d'Outezeele, probablement Oudezeele, dépend de la seigneurie de Zuydcoote.
En 1677, Anselme Lamin, prévôt d'Oudezeele, devient abbé de l'abbaye de Saint-Winoc de Bergues.
Dans la deuxième moitié du XVIIIe siècle, le château d'Oudezeele appartient au baron de Draëck qui y demeure.

## Politique et administration
Maire de 1802 à 1807 : Vandenberghe,.

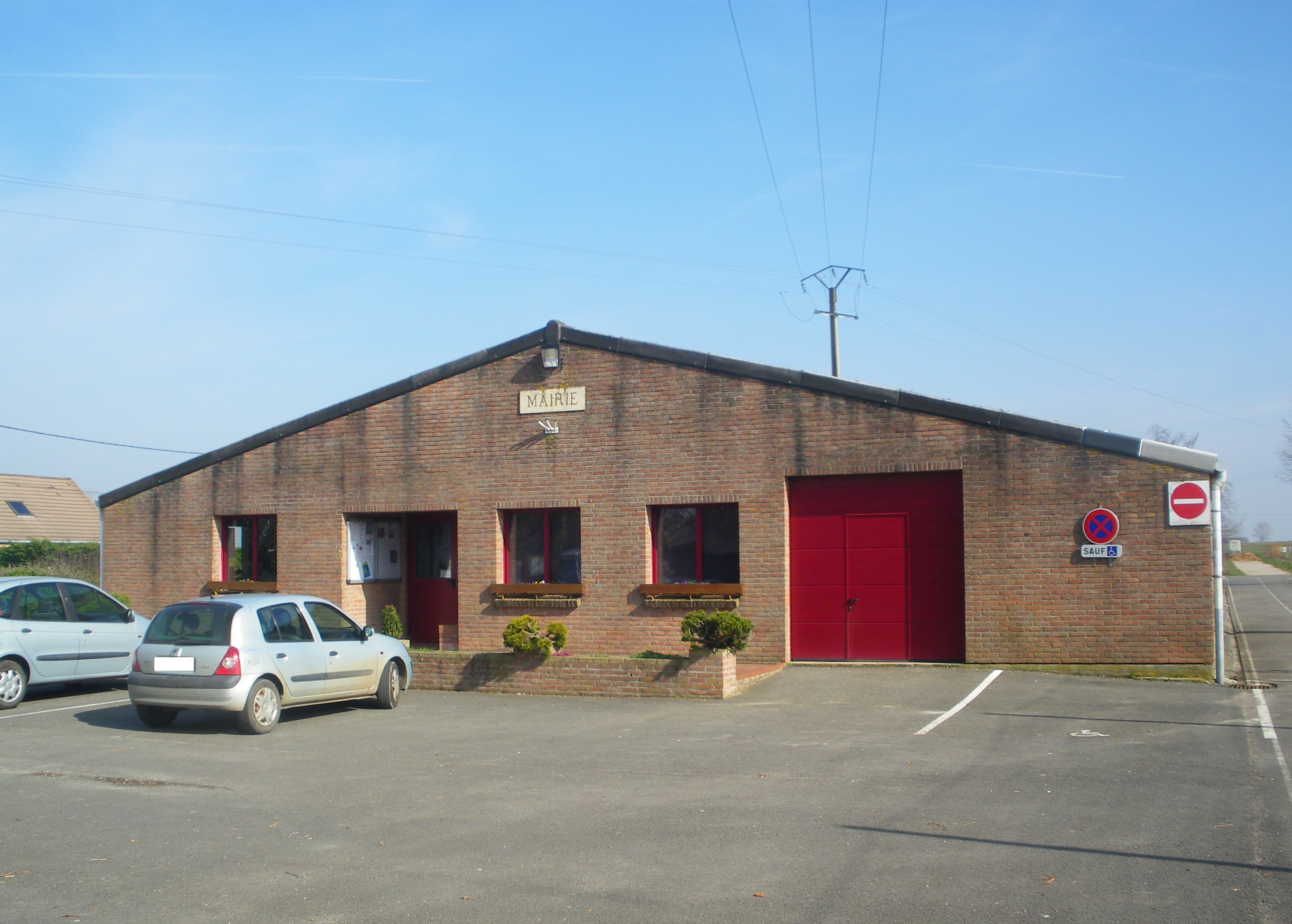
La mairie.

Maire en 1881 : Blavoet-Declerck.
| Période                                  | Période    | Identité                                       | Étiquette | Qualité                   |
| ---------------------------------------- | ---------- | ---------------------------------------------- | --------- | ------------------------- |
| avant 1861                               | après 1880 | Jean Baptiste Blaevoet                         |           |                           |
| 1883                                     | 1883       | H. Blaevoet-Declerck                           |           | Propriétaire, cultivateur |
| 1887                                     | 1908       | H. Blaevoet-Declerck                           |           | Propriétaire, cultivateur |
| 1908                                     | 1935       | Jean Baptiste Blaevoet-Vandaele                |           |                           |
| 1935                                     | 1965       | Michel Blaevoet-Kiers                          |           |                           |
| 1965                                     | 1971       | Robert Colpaert                                |           |                           |
| 1971                                     | 1978       | Pierre Masschelier                             |           |                           |
|                                          |            |                                                |           |                           |
| mars 2001                                | mars 2008  | Régine Beaucamp                                |           |                           |
| mars 2008                                | mars 2014  | Alain Bonnet                                   |           |                           |
| 2014                                     | En cours   | Jean-Luc Debert Réélu pour le mandat 2020-2026 |           |                           |
| Les données manquantes sont à compléter. |            |                                                |           |                           |

## Population et société

### Démographie

#### Évolution démographique
L'évolution du nombre d'habitants est connue à travers les recensements de la population effectués dans la commune depuis 1793. Pour les communes de moins de 10 000 habitants, une enquête de recensement portant sur toute la population est réalisée tous les cinq ans, les populations de référence des années intermédiaires étant quant à elles estimées par interpolation ou extrapolation. Pour la commune, le premier recensement exhaustif entrant dans le cadre du nouveau dispositif a été réalisé en 2005.

En 2022, la commune comptait 690 habitants, en évolution de +0,73 % par rapport à 2016 (Nord : +0,51 %, France hors Mayotte : +2,11 %).
| 1793 | 1800 | 1806  | 1821  | 1831  | 1836  | 1841 | 1846  | 1851  |
| ---- | ---- | ----- | ----- | ----- | ----- | ---- | ----- | ----- |
| 906  | 917  | 1 053 | 1 031 | 1 007 | 1 002 | 999  | 1 037 | 1 015 |

| 1856 | 1861 | 1866 | 1872 | 1876 | 1881 | 1886 | 1891 | 1896 |
| ---- | ---- | ---- | ---- | ---- | ---- | ---- | ---- | ---- |
| 976  | 985  | 982  | 994  | 991  | 982  | 945  | 886  | 817  |

| 1901 | 1906 | 1911 | 1921 | 1926 | 1931 | 1936 | 1946 | 1954 |
| ---- | ---- | ---- | ---- | ---- | ---- | ---- | ---- | ---- |
| 794  | 770  | 729  | 761  | 716  | 669  | 674  | 687  | 613  |

| 1962 | 1968 | 1975 | 1982 | 1990 | 1999 | 2005 | 2006 | 2010 |
| ---- | ---- | ---- | ---- | ---- | ---- | ---- | ---- | ---- |
| 586  | 510  | 478  | 492  | 492  | 522  | 604  | 612  | 668  |

| 2015 | 2020 | 2022 | - | - | - | - | - | - |
| ---- | ---- | ---- | - | - | - | - | - | - |
| 686  | 672  | 690  | - | - | - | - | - | - |

#### Pyramide des âges
La population de la commune est relativement jeune.
En 2018, le taux de personnes d'un âge inférieur à 30 ans s'élève à 39,3 %, soit en dessous de la moyenne départementale (39,5 %). À l'inverse, le taux de personnes d'âge supérieur à 60 ans est de 19,2 % la même année, alors qu'il est de 22,5 % au niveau départemental.
En 2018, la commune comptait 346 hommes pour 335 femmes, soit un taux de 50,81 % d'hommes, largement supérieur au taux départemental (48,23 %).
Les pyramides des âges de la commune et du département s'établissent comme suit.
| Hommes | Classe d’âge | Femmes |
| ------ | ------------ | ------ |
| 0,3    | 90 ou +      | 0,9    |
| 3,2    | 75-89 ans    | 5,7    |
| 13,8   | 60-74 ans    | 14,5   |
| 19,9   | 45-59 ans    | 18,7   |
| 20,2   | 30-44 ans    | 24,2   |
| 18,5   | 15-29 ans    | 14,8   |
| 24,0   | 0-14 ans     | 21,1   |

| Hommes | Classe d’âge | Femmes |
| ------ | ------------ | ------ |
| 0,5    | 90 ou +      | 1,4    |
| 5,3    | 75-89 ans    | 8,1    |
| 14,8   | 60-74 ans    | 16,2   |
| 19,1   | 45-59 ans    | 18,4   |
| 19,5   | 30-44 ans    | 18,7   |
| 20,7   | 15-29 ans    | 19,1   |
| 20,2   | 0-14 ans     | 18     |

## Culture et patrimoine
Un chemin de randonnée pédestre de 9 km, le « Circuit de l'Aubépine » traverse le village et emmène dans la campagne environnante.

### Lieux et monuments

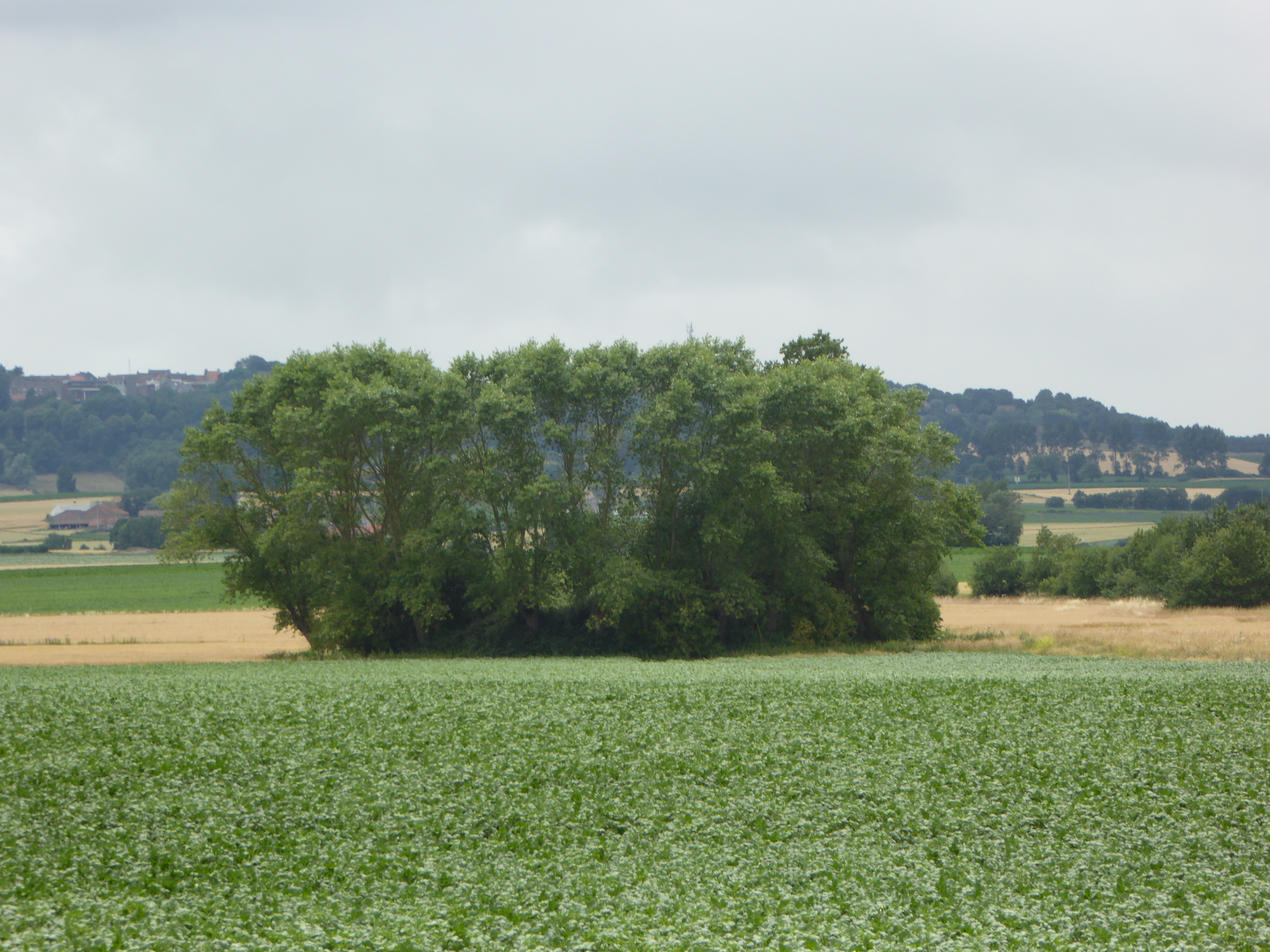
La Motte Castrale

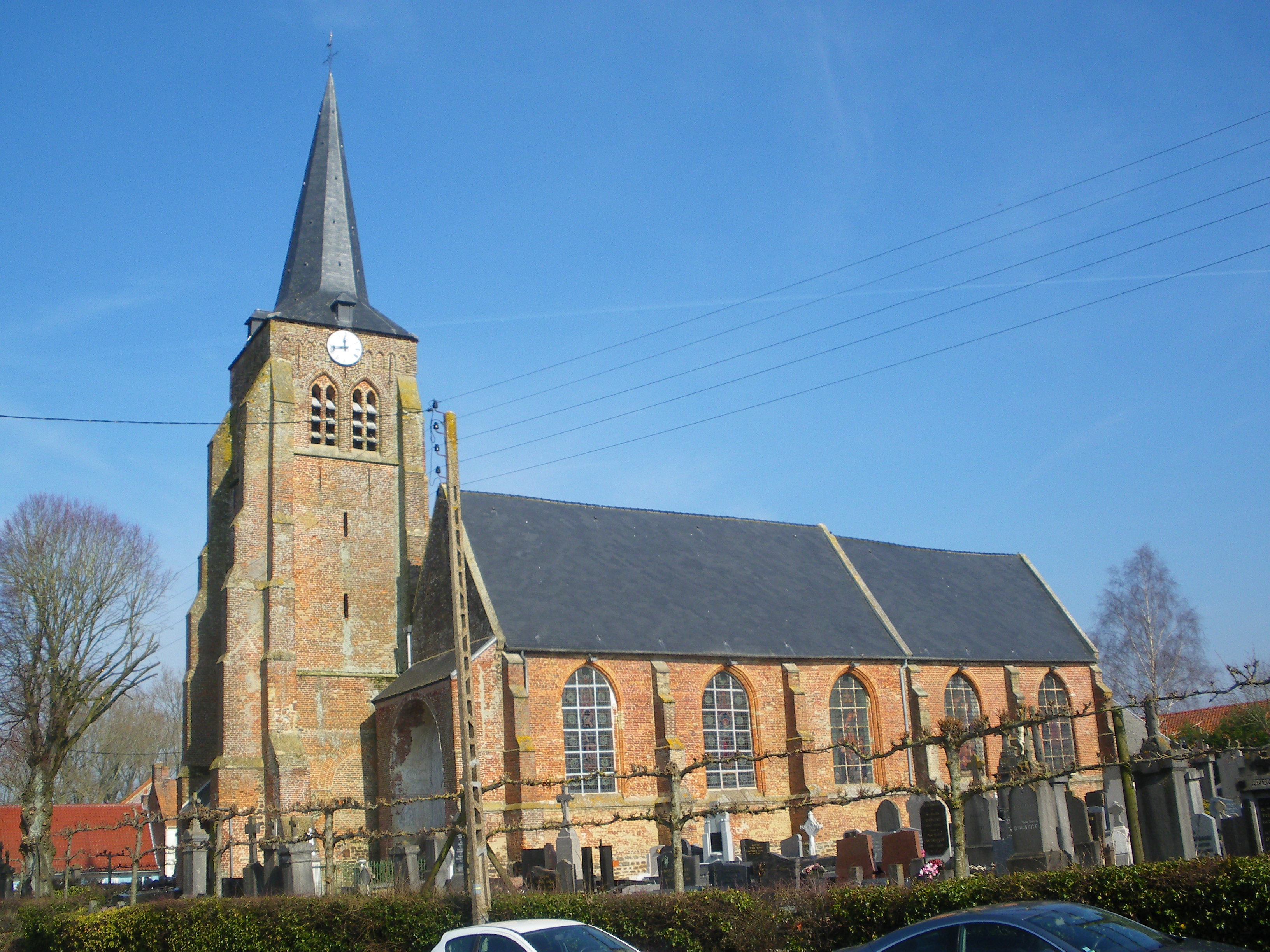
L'église Saint Jean-Baptiste.

- Motte féodale au lieu-dit la ferme du château de Cornus[43]
- Église Saint Jean-Baptiste (XVIIIe siècle)

### Fête communale
- Ducasse le 2e dimanche de juillet.

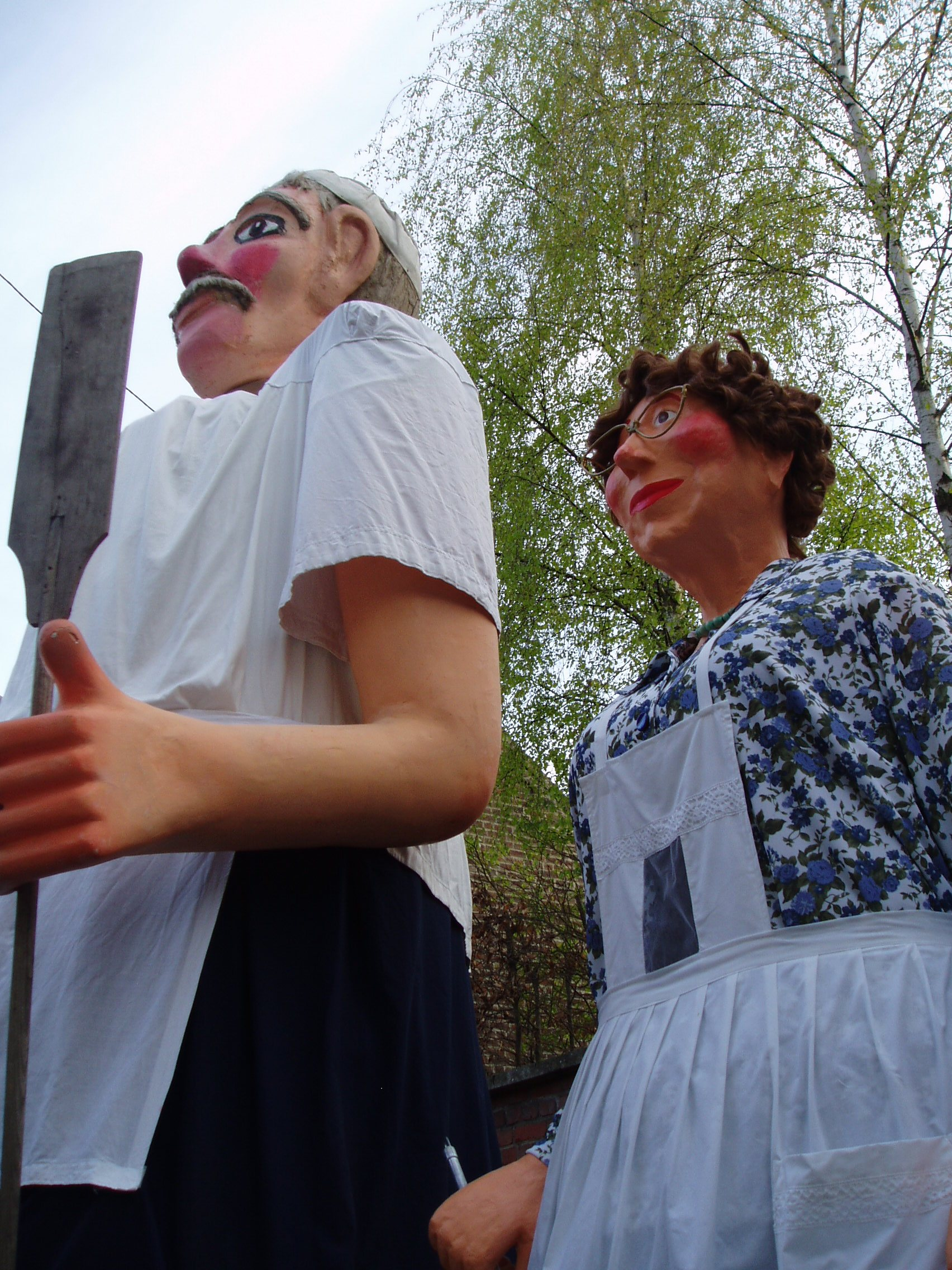
les géants Jeannot et Julia

  - Les géants, Jeannot le boulanger et Julia la cantinière.

## Pour approfondir